# Michaela Rehm
Michaela Rehm (* 1970) ist eine deutsche Philosophin.

## Leben
Sie studierte Philosophie, Politikwissenschaft und Komparatistik an der Ludwig-Maximilians-Universität München. Magister Artium mit einer Arbeit zu Emmanuel-Joseph Sieyès’ Repräsentationstheorie. Während des Promotionsstudiums in München forschte sie 2001 in Paris. Nach der Promotion 2003 summa cum laude mit einer Dissertation über Jean-Jacques Rousseaus politische Philosophie und der Habilitation 2016 mit einer Arbeit über moralische Verpflichtung, Venia legendi für Philosophie lehrt sie seit 2017 als Inhaberin der Professur für Geschichte der Philosophie und Praktische Philosophie an der Universität Bielefeld.
Ihre Forschungsgebiete sind Ethik und politische Philosophie, Rechtsphilosophie, Religionsphilosophie, Ästhetik. Geschichte der Praktischen Philosophie.

## Schriften (Auswahl)
- Bürgerliches Glaubensbekenntnis. Moral und Religion in Rousseaus politischer Philosophie. Fink, Paderborn/München 2006, ISBN 3-7705-4039-5.
- als Herausgeberin mit Bernd Ludwig: John Locke: Zwei Abhandlungen über die Regierung. Akademie-Verlag, Berlin 2012, ISBN 3-05-005076-4.